# Naida

Manera sueca de fer foc amb troncs d'arbre anomenada “nying” molt semblant a la “naida” siberiana.

Una naida era una variant de foc de camp emprada a Siberia. Una manera de fer un foc de campament als boscos nevats i glaçats. L'ús del terme i la manera de fer foc eren ben vius a l'època de la revolució russa i (probablement) encara ara es mantenen.

## Descripció
L'escriptor polonès Ferdynand Antoni Ossendowski en la seva obra “Bèsties, homes i déus” (1922) va oferir una bona descripció de la “naida”.
| «                                                         | Iván trajo dos troncos de árboles, los escuadró por un lado con su hacha, los colocó uno sobre otro juntando cara a cara los lados escuadrados, y luego socavó en los extremos un boquete que los separó unos nueve o diez centímetros. Entonces colocamos unos carbones ardiendo en aquella hendidura, y contemplamos el fuego correr rápidamente a todo lo largo de los troncos escuadrados puestos cara a cara. - Ahora tendremos fuego hasta mañana por la mañana – me dijo –. Es la naida de los buscadores de oro; cuando vagamos por los bosques, verano e invierno, nos acostamos siempre junto a la naida. ¡Es maravilloso! No tardaréis en apreciarlo personalmente . | » |
| — Bèsties, homes i déus. Capítol 2. Ferdinand Ossendowsk. | |   |